# Келам (гора)
Келам (индон. Kelam) — гора на острове Калимантан, в провинции Западный Калимантан, Индонезия, представляющая собой гранитный купол. Её высота составляет 1002 м.
В 1894 году Ганс Готфрид Галлир стал вторым европейцем, после доктора Гюртлера, посетившим эту гору. Галлир пять раз поднимался на вершину Келама между 30 января и 13 февраля. Он оставил следующую запись о горе:

Келам — это уникальная и красивая гора. Она одиноко возвышается над широкой равниной, покрытой молодым лесом, более чем на 1000 метров и вытянута примерно в направлении с запада на восток. Примерно до середины вышины гора покрыта густым девственным лесом, а верхняя половина усеяна каменными грядами, порой вертикальными, через которые вода стекает вниз по многочисленным оврагам. Выше каменных гряд гора покрыта растительностью, представленной кустами и маленькими деревцами.— 
Путь восхождения на Келам весьма труднопроходим, как во времена Галлира, так и в наши дни. Галлир писал по этому поводу:

После очередного восхождения по крутым склонам, поросшими зарослями глейхении, оказываешься внезапно перед сплошной высокой каменной стеной, идущей вкруг горы. Отполированный водой камень, испещрённый водными канавками, не обнаруживает никакого разнообразия в своей структуре; выглядит это так, словно вся гора состоит из одного огромного куска камня. К этой «стене» вела 45-метровая лестница, сплетённая из ротанга, она закреплена только внизу, посередине и на твёрдой земле на верху, остальные её части свободно висят на камнях.— 
На верхних склонах горы находятся редколесья тонкосемянника, в то время как травы и сфагнум покрывают почву сплошным ковром. Эндемиком Келама является хищное растение Nepenthes clipeata, находящееся на грани полного исчезновения. В число других непентесов, произрастающих здесь, входят Nepenthes albomarginata, Nepenthes ampullaria, Nepenthes reinwardtiana и Nepenthes rafflesiana. Такие стихийные бедствия, как засухи и лесные пожары (некоторые из них были спровоцированы Эль-Ниньо в 1997-1998 гг.) наносят заметный ущерб местной флоре. N. clipeata из-за своей высокой популярности у коллекционеров растений находится на грани вымирания.